# Hirrlingen
Hirrlingen település Németországban, azon belül Baden-Württembergben. Lakosainak száma 3202 fő (2023. december 31.). Hirrlingen Bodelshausen és Rottenburg am Neckar községekkel határos.

## Népesség
A település népessége az elmúlt években az alábbi módon változott:
| Lakosok száma | 1935 | 3079 | 3093 | 3190 | 3193 | 3202 |
|               | 1975 | 2017 | 2019 | 2021 | 2022 | 2023 |